# Rabasa
Rabasa es un barrio de la ciudad española de Alicante. Según el padrón municipal, cuenta en el año 2022 con una población de 2807 habitantes (1438 mujeres y 1369 hombres).

## Localización
Rabasa limita al norte con el barrio Divina Pastora, al este con Ciudad Jardín y Virgen del Remedio, al sur con Tómbola y al oeste con el barrio de Polígono San Blas. Está incluido en el distrito 3 de la capital alicantina.
Asimismo, está delimitado exteriormente, desde el oeste y en el sentido horario, por las avenidas y calles siguientes: Doctor Maestre de S. Juan, Fondo Piqueres, Universidad, Penáguila, Novelda, Virgen de la Salud, Virgen de la Merced, Virgen del Rocío, Ponce de León y Padre Villafranca.
Al oeste del barrio se encuentran las Lagunas de Rabasa y al norte está ubicado el Mando de Operaciones Especiales del Ejército de Tierra en el acuartelamiento Alférez Rojas Navarrete.

## Antecedentes
Parece ser que la denominación del lugar viene de la rabasa, cepa o tronco de cepa, y se refiere a cuando en esta zona se cultivaban viñas. También, había almendros y algarrobos, que terminaron talándose para asentar el barrio. Esto sucedió en los años sesenta del siglo XX, cuando se construyeron casas particulares con jardín. Por ello, no hay grandes edificios de viviendas.

## Población
Según el padrón municipal de habitantes de Alicante, la evolución de la población del barrio de Rabasa en los últimos años, del 2010 al 2022, tiene los siguientes números:
|              | 2010 | 2011 | 2012 | 2013  | 2014  | 2015  | 2016 | 2017  | 2018  | 2019 | 2020  | 2021 | 2022  |
| ------------ | ---- | ---- | ---- | ----- | ----- | ----- | ---- | ----- | ----- | ---- | ----- | ---- | ----- |
| Población    | 3050 | 3041 | 3041 | 3027  | 2990  | 2960  | 2951 | 2911  | 2845  | 2852 | 2829  | 2825 | 2807  |
| (Diferencia) |      | (-9) | (0)  | (-14) | (-37) | (-30) | (-9) | (-40) | (-66) | (+7) | (-23) | (-4) | (-18) |